# Too Hot to Handle: The Very Best of UFO
Too Hot to Handle: The Very Best of UFO è un album raccolta del gruppo musicale britannico UFO, pubblicato nel 2012 dalla EMI. Tutte le tracce sono state rimasterizzate fra il 2007 e il 2009.

## Tracce
1. Doctor Doctor (live) – 4:43
2. Only You Can Rock Me (7" version) – 3:27
3. Let It Roll – 3:57
4. Shoot Shoot (live) – 4:07
5. Too Hot to Handle – 3:37
6. Young Blood – 4:00
7. Lonely Heart – 5:02
8. Let It Rain – 4:01
9. When It's Time to Rock – 5:23
10. Rock Bottom – 6:29
11. Oh My – 2:25
12. Crystal Light – 3:47
13. Love Lost Love – 3:21
14. Natural Thing – 4:00
15. I'm a Loser – 3:55
16. Can You Roll Her – 2:58
17. Just Another Suicide – 4:58
18. Night Run – 4:29
19. Space Child – 4:01

### Disco 2
1. Hot 'n' Ready – 3:16
2. Back into My Life – 4:59
3. Gettin' Ready – 3:46
4. Pack It Up (And Go) – 3:14
5. Love to Love – 7:39
6. Ain't No Baby – 3:58
7. Lettin' Go – 4:01
8. This Fire Burns Tonight – 4:13
9. Gone in the Night – 3:44
10. Chains Chains – 3:28
11. Long Gone – 5:20
12. The Wild, the Willing and the Innocent – 5:02
13. It's Killing Me – 4:32
14. The Writer – 4:12
15. Doing It All for You – 5:02
16. This Time – 4:34
17. Lookin' Out for No 1 – 4:34
18. High Flyer – 4:08